# Curt Fortin
Curt Joshua Fortin (ur. 27 września 1978 na Arubie) – holendersko-arubański piosenkarz, aktor i prezenter telewizyjny.
Kiedy miał pięć lat, jego rodzina przeniosła się do Holandii. W wieku czternastu lat wraz z zespołem występował w Bonaire, Curaçao i jego rodzimej Arubie. W 1999 roku wyreżyserował film krótkometrażowy Mały człowiek (Kleine Man). W 2003 był kandydatem w programie Star Academy, po którym zagrał małe role, m.in. w operze mydlanej Onderweg naar Morgen (W drodze do jutra, 2002) i Bon Bini Beach oraz w musicalu.
W 2005 r. podjął pracę jako prezenter Top of the Pops dla BNN. Grał postać nauczyciela historii i dramatu Jasona Winkera w serialu Nickelodeon Het Huis Anubis (2006-2007). W czerwcu 2013 roku wziął także udział w programie RTL 5 Killer Karaoke.

## Wybrana filmografia
- 2002: Onderweg naar Morgen (W drodze do jutra) jako Winston
- 2006-2007: Het Huis Anubis jako Jason Winker
- 2008-2010: Voetbalvrouwen jako Gio Goudzand
- 2010: HoelaHoep jako Hoep
- 2013: Malaika jako Mike Cameron